# Ryhor Waranicki
Ryhor Hauryławicz Waranicki (biał. Рыгор Гаўрылавіч Вараніцкі, ros. Григорий Гаврилович Вараницкий, Grigorij Gawriłowicz Waranicki; ur. 1 lutego 1935 w Beresteczku) – białoruski inżynier i polityk, deputowany do Rady Najwyższej Republiki Białorusi XIII kadencji, w latach 1996–2000 deputowany do Izby Reprezentantów Republiki Białorusi I kadencji.

## Życiorys

### Młodość i praca
Urodził się 1 lutego 1935 roku w Beresteczku, w powiecie horochowskim województwa wołyńskiego II Rzeczypospolitej. W 1959 roku ukończył Lwowski Instytut Politechniczny, uzyskując wykształcenie inżyniera mechanika. W 1996 roku został akademikiem społecznej Białoruskiej Akademii Inżynieryjnej oraz członkiem korespondentem rosyjskiej społecznej Międzynarodowej Akademii Inżynieryjnej. W latach 1960–1961 pracował jako inżynier w Lwowskim Oddziale Dyrekcji Budowy Gazociągów. W latach 1961–1963 był inżynierem w Koziewskiej Przepompowni Ropy Naftowej Lwowskiego Oddziału Rurociągu Naftowego „Przyjaźń”. W latach 1963–1965 był kierownikiem Przepompowni Ropy Naftowej „Karpaty”. W latach 1965–1979 był głównym inżynierem Homelskiego Oddziału Rurociągu Naftowego „Przyjaźń”. Od 1979 roku pełnił funkcję dyrektora Homelskiego Przedsiębiorstwa Transportu Ropy Naftowej „Drużba”. W 1995 roku był członkiem Białoruskiej Partii Zielonych (nie mylić z Białoruską Partią „Zieloni”).

### Działalność parlamentarna
W drugiej turze wyborów parlamentarnych 28 maja 1995 roku został wybrany na deputowanego do Rady Najwyższej Republiki Białorusi XIII kadencji z Homelskiego-Czyrwonakastrycznickiego Okręgu Wyborczego Nr 77. 9 stycznia 1996 roku został zaprzysiężony na deputowanego. Od 23 stycznia pełnił w Radzie Najwyższej funkcję członka Stałej Komisji ds. Polityki Ekonomicznej i Reform. Poparł dokonaną przez prezydenta Alaksandra Łukaszenkę kontrowersyjną i częściowo nieuznaną międzynarodowo zmianę konstytucji. 27 listopada 1996 roku przestał uczestniczyć w pracach Rady Najwyższej i wszedł w skład utworzonej przez prezydenta Izby Reprezentantów Zgromadzenia Narodowego Republiki Białorusi I kadencji. Pełnił w niej funkcję zastępcy przewodniczącego Komisji ds. Katastrofy w Czarnobylu, Ekologii i Eksploatacji Przyrody. Zgodnie z Konstytucją Białorusi z 1994 roku jego mandat deputowanego do Rady Najwyższej formalnie zakończył się 9 stycznia 2000 roku; kolejne wybory do tego organu jednak nigdy się nie odbyły. Jego kadencja w Izbie Reprezentantów I kadencji zakończyła się 21 listopada 2000 roku.

## Odznaczenia
- Order „Znak Honoru” (ZSRR, 1967)[1].

## Życie prywatne
Ryhor Waranicki w 1995 roku mieszkał w Homlu.